# Red Flag (USAF)

Los F-16 de la 414th Red Flag Training Sq., Nellis AFB, Nevada, vuelan en formación sobre los cielos sobre los rangos al norte de Nellis después de volar en una misión de entrenamiento durante el extenso ejercicio con otras fuerzas estadounidenses y extranjeras.

PaRed Flag (o Bandera Roja en español) es un ejercicio avanzado de entrenamiento de combate aéreo que se lleva a cabo en la Base Aérea de Nellis (Nevada) y en la Base de Eielson (Alaska). Desde 1975, el personal de vuelo de la Fuerza Aérea de Estados Unidos y otras ramas militares de Estados Unidos, así como los aliados toman parte en los ejercicios, cada uno de ellos de dos semanas de duración.
Los ejercicios de Red Flag son juegos de guerra aéreos muy realistas, realizados de cuatro a seis ciclos por año por el 414 Escuadrón de Entrenamiento de Combate de la Escuadrilla 57. El objetivo es capacitar a los pilotos de Estados Unidos, la OTAN y otros países aliados para situaciones reales de combate. Esto conlleva el uso de hardware "enemigo" y munición real para los ejercicios de bombardeo en el Polígono de Pruebas y de Entrenamiento de Nevada.

## Naciones Participantes
| Organización                             | País                   | Ediciones |
| ---------------------------------------- | ---------------------- | --- |
| Luftwaffe                                | Alemania               | 20-2, 07-3, Ago/2006, Mar/2001, Nov/1999 |
| Real Fuerza Aérea Saudí                  | Arabia Saudita         | 22-2, 19-2, 17-4, 14-2, 12-2, 2010, 08-2 |
| Real Fuerza Aérea Australiana            | Australia              | 22-1, 20-1, 19-3, 19-1, 18-1, 17-1, 16-1, 15-1, 14-1, 13-3, 12-3, 11-3, 10-3, 09-3, 07-2.2, 06-2, Sep/2002, 1984, 1982, 1980                                                   |
| Luchtcomponent                           | Bélgica                | 19-2, 14-2, Feb/2011, 2010, Oct/2006, 1995 |
| Força Aérea Brasileira                   | Brasil                 | 08-3, Ago/1998 |
| Royal Canadian Air Force                 | Canadá                 | Ago/2006, 05-4.2, 05-1.2, Sep/2002, 1989, 1984, 1983, 1981, 1979, 1977 |
| Fuerza Aérea de Chile                    | Chile                  | Jul/1998 |
| Fuerza Aérea Colombiana                  | Colombia               | 19-2, 18-3, 12-4, Sep/2002 |
| Fuerza Aérea de la República de Corea    | Corea del Sur          | 12-2, 08-4 |
| Flyvevåbnet                              | Dinamarca              | 14-2, Nov/2007, 05-4.1, 2004, 1995 |
| Egyptian Air Force                       | Egipto                 | |
| United Arab Emirates Air Force           | Emiratos Árabes Unidos | 19-2, 2014, Ene/2013, 12-4, 11-2, 09-5 |
| Ejército del Aire y del Espacio          | España                 | 20-2, 2018, 2017, 16-4, 2008, 2007, 1994 |
| US Air Force                             | Estados Unidos         | Fundador |
| Suomen Ilmavoimat                        | Finlandia              | 2018 |
| Armée de l'air et de l'espace            | Francia                | 14-3, 2009, 08-4, 2007, Ago/2006 |
| Polemikí Aeroporía                       | Grecia                 | 09-1 |
| Indian Air Force                         | India                  | 2016, 08-4 |
| Fuerza Aérea Israelí                     | Israel                 | 16-4, 15-4, 2009, 2006, 05-1.1, Sep/2002 |
| Aeronautica Militare                     | Italia                 | 20-2, 16-2, 09-5, 2006, 05-4.1, Sep/2002 |
| Japan Air Self-Defense Force             | Japón                  | 2012, 2007 |
| Royal Jordanian Air Force                | Jordania               | 15-4 |
| OTAN                                     | OTAN                   | 21-2, Mar/2020, 19-2, Ago/2017, 15-2, Mar/2014, Jul/2010, Jul/2008, 05-4.2 |
| Luftforsvaret                            | Noruega                | 15-2, 10-1, 08-1, 05-4.1, 1995 |
| Royal New Zealand Air Force              | Nueva Zelanda          | |
| Koninklijke Luchtmacht                   | Países Bajos           | 19-2, 13-2, 10-1, Nov/2007, 2006, 1995 |
| Fuerza Aérea de Pakistán                 | Pakistán               | 16-4, 2010 |
| Fuerza Aérea de Polonia                  | Polonia                | 2012 |
| Força Aérea Portuguesa                   | Portugal               | 2000 |
| Royal Air Force                          | Reino Unido            | 22-1, 20-1, 19-3, 19-2, 19-1, 18-1, 17-1, 16-4, 16-1, 15-1, 14-1, 13-3, 12-3, 11-3, 10-3, 10-2, 09-3, 09-2, 08-3, 08-2, 07-2.2, 07-2.1, 2006, 05-3.2, 05-1.2, 05-1.1, Feb/2000 |
| Fuerza Aérea de la República de Singapur | Singapur               | 22-2, 19-2, 17-4, 15-4, 14-3, 13-2, 10-4, 09-1, 2006, 05-1.1 |
| Svenska Flygvapnet                       | Suecia                 | 22-2, 13-2, 08-3, 2006, |
| Türk Hava Kuvvetleri                     | Turquía                | 16-2, 08-3, 05-4.2, Feb/2000, 1997 |
| Fuerza Aérea Venezolana                  | Venezuela              | 1996, 1992 |

- Datos: Q387359
- Multimedia: RED FLAG Exercise / Q387359